# Machchhu
Der Machchhu (Gujarati મચ્છુ Macchu), auch Machhu, ist ein etwa 150 km langer Fluss im Westen von Indien, der in überwiegend nordnordwestlicher Richtung den Norden der Kathiawar-Halbinsel im Bundesstaat Gujarat durchquert.

## Flusslauf
- Karte mit allen Koordinaten:
- OSM |
- WikiMap

Der Machchhu entsteht am Zusammenfluss zweier jeweils 3 km langer Bäche im äußersten Südwesten des Distrikts Surendranagar östlich der Ortschaft Anandpur. Der Zusammenfluss liegt auf einer Höhe von etwa 250 m 40 km östlich der Großstadt Rajkot. Der Machchhu fließt anfangs 20 Kilometer in Richtung Westnordwest. Anschließend wendet sich der Fluss nach Norden. Bei Flusskilometer 98 befindet sich die Talsperre Machhu I (⊙). Bei Flusskilometer 75 passiert der Machchhu die Mittelstadt Wankaner und fließt im Anschluss in Richtung Nordnordwest. Bei Flusskilometer 64 wird der Fluss von der Talsperre Machhu II (⊙) aufgestaut. Nach weiteren 6 Kilometern durchquert der Fluss den Ballungsraum Morbi. Auf den unteren 30 Kilometern fließt der Machchhu nach Norden und erreicht schließlich das Ästuar des Golfs von Kachchh. Entlang dem Flusslauf befinden sich zahlreiche Wehre, an denen sich in der abflussarmen Zeit das Wasser sammelt. Der Fluss führt in der niederschlagsarmen Zeit sehr wenig Wasser und bildet streckenweise nur ein Rinnsal. Unterhalb der Talsperren zweigen Bewässerungskanäle ab. Da das Abwasser und der Müll insbesondere im Großraum Morbi direkt in den Fluss entsorgt werden, ist die Wasserqualität entsprechend schlecht. Das Einzugsgebiet des Machchhu beträgt ca. 2515 km².

## Bekannte Ereignisse
Im Jahr 1979 brach die Talsperre Machhu II, was zu großen Verwüstungen im Großraum Morbi führte und rund 2000 Todesopfer kostete. 
Ende Oktober 2022 stürzte in Morbi eine Fußgängerhängebrücke über den Machchhu unter der Last der sich darauf befindenden Personen ein. Mindestens 135 Personen starben dabei. Siehe: Brückeneinsturz in Morbi 2022.